# ژوستین لو پوتیه
ژوستین لو پُتیِه (فرانسوی: Justine Le Pottier‎; زاده ۵ مارس ۱۹۸۳ در سن-ملو) بازیگر و نویسنده فرانسوی است که بیشتر برای ایفای نقش در سریال مسافران آینده اثر فرانسوا دِکرَک شناخته شده است.
از سال ۲۰۱۳ به گروه «سبیل طلایی» پیوست و با نوشتن چند متن جذاب و طنز طرفداران زیادی پیدا کرد.

## زندگی
ژوستین لو پُتیه فعالیت هنری‌اش را از تئاتر آغاز کرد. پس از در چند فیلم کوتاه هم بازی کرد و بالاخره اولین تجربه فیلم بلندش را با بازی در «ضربان قلب من متوقف شده است» به دست آورد. بعد از آن به سریال مسافران آینده دعوت شد. از سال ۲۰۰۹ تا ۲۰۱۳ در این سریال نقش جودیت را بازی کرد، مسافران آینده در زمان کوتاهی موفق شد تا مخاطبان زیادی را جذب کند.
در سال ۲۰۱۰ به سریال «من رو بگیر» دعوت شد این سریال از کانال+ پخش شد.
در سال ۲۰۱۲ او نقشی در فصل ۳ قهرمانان بازی کرد در اواسط همان سال او کارهای برجسته‌ای در یک سریال تلویزیونی تولید شده از پاپریکا فیلم بازی کرد. در سال ۲۰۱۴ عکسش روی جلد مجله‌ها نیز راه یافت. مجله کوزت تصویرش را روی جلد یکی از شماره‌های آن سال منتشر کرد. در سال ۲۰۱۶ در یکی از فیلم‌های کوتاه سیپرین بازی کرد.

## تئاتر
- ۲۰۰۵ : پایان غیرمنتظره اثر پیر دو ماریوو به کارگردانی اتین دورو در تئاتر شمال غرب
- ۲۰۰۸ : فدری و هیپولی اثر ژان راسین (موسیقی باخ) به کارگردانی چارلز دیملگو درتئاتر تامبور رویال
- ۲۰۱۴ : تنهایی طولانی به نویسندگی و کارگردانی ژوزین بالاسکو
- ۲۰۱۵: تنهایی طولانی به نویسندگی و کارگردانی ژوزین بالاسکو

## فیلم شناسی

### فیلم سینمایی
- ۲۰۰۵ : ضربان قلب من متوقف شده است برای ژاک اودیار
- ۲۰۱۵ : تمایز

### فیلم کوتاه
- ۲۰۰۵ : یک کلمه به پدرم نگو
- ۲۰۱۱ : هولو کوب
- ۲۰۱۵ : تعجیل
- ۲۰۱۶ : کارتریج

### سریال
- ۲۰۱۰ : من را بگیر
- ۲۰۱۲ :آفرینش
- ۲۰۱۳ : دن
- ۲۰۱۳ : قهرمان

### سریال اینترنتی
- ۲۰۰۹ - ۲۰۱۳ :مسافران آینده
- ۲۰۱۱ : من هرگز نه نمی‌گم
- ۲۰۱۱ - ۲۰۱۲ : کاراته باز
- ۲۰۱۱ : شو طلایی
- ۲۰۱۲ - ۲۰۱۴ : برنامه سبیل طلایی

### تبلیغات
- ۲۰۱۰ : فرانس او
- ۲۰۱۱ : ژمو
- ۲۰۱۵  : سام

### کلیپ
- ۲۰۰۹: آناییس - اولین عشق
- ۲۰۱۳ : یه یه یهس